# Публий Клодий Пульхр
Пу́блий Кло́дий Пульхр (лат. Publius Clodius Pulcher; родился в 93/92 году до н. э., Рим, Римская республика — убит 18 января 52 года до н. э., Аппиева дорога, Римская республика) — древнеримский политик из патрицианского рода Клавдиев Пульхров, народный трибун 58 года до н. э. Демагог и радикальный популяр, один из знаменитых трибунов-вожаков, защитников римского народа периода кризиса Республики (таких, как братья Гракхи, Луций Аппулей Сатурнин, Марк Ливий Друз, Публий Сульпиций). Заклятый враг Цицерона.

## Происхождение
По рождению Публий принадлежал к одному из старинных патрицианских родов Рима и происходил из семьи консула 79 года до н. э. Аппия Клавдия Пульхра. Он был третьим, самым младшим, сыном консула 79 года и, таким образом, приходился родным братом Аппию, Гаю и Клодии Пульхрам, последняя из которых впоследствии станет прототипом Лесбии у Гая Валерия Катулла.
Вторым браком Публий был женат на Фульвии.

## Биография
Публий принимал участие в последней Митридатовой войне в войсках своего зятя Луция Лициния Лукулла, позже прозванного за военный успехи Понтийским, но, не получив ожидаемых наград, попытался поднять солдатское восстание и тем принудил Лукулла отступить из Армении.
Взятый в Киликии в плен, но скоро отпущенный морскими разбойниками, он прибыл в Рим, где обвинил Катилину в вымогательстве, но, после получения денег от него, снял обвинения.
После 61 года до н. э. сблизился с одним из вождей популяров, Гаем Юлием Цезарем. Был обвинён в оскорблении Благой богини, так как во время праздника в её честь в декабре 62 года до н. э. проник в женском платье в дом к жене Цезаря, куда мужчинам в тот день был запрещён вход. После этого события Юлий Цезарь развёлся с женой, заявив, что даже тень подозрения не может падать на неё. Клодий был спасён своими покровителями, которые подкупили судей и запугали сенат. Одного из вождей оптиматов, Марка Туллия Цицерона, выступавшего на судебном процессе против него, Клодий стал впоследствии преследовать с непримиримой ненавистью.
Побывав квестором на Сицилии, он примкнул к триумвирам, в чьих руках он стал орудием для укрощения сената и устранения Цицерона.
С этой целью в 59 году до н. э. он был усыновлён Публием Фонтеем Капитоном, будущим монетарием 55 года, приняв имя «Клодий» взамен прежнего, патрицианского, и при содействии Гая Юлия Цезаря был проведён  в народные трибуны. Расположив к себе законопроектами (в частности, о бесплатной раздаче хлеба, об ограничении власти цензоров) народ, а консулов — обещанием дать требуемые ими провинции, он развернул свою деятельность против Цицерона. Так, он предложил закон, согласно которому всякий, кто без суда и следствия убил римского гражданина, должен быть подвергнут опале (здесь имелись в виду действия Цицерона касаемо Катилины, когда было казнено несколько квиритов, участвовавших в заговоре). Этот закон был принят после добровольного удаления Цицерона в ссылку.
После изгнания оратора Клодий приказал разграбить его имения и разрушить дом, который затем купил полуобгоревшим, и воздвиг на его месте храм. Став во главе вооружённых народных отрядов, он, являясь радикальным популяром, смело нападал на правящую оптиматскую олигархию. Он даже посягал на триумвиров Гнея Помпея и Цезаря, при этом первый из них едва осмеливался показываться на площади и в сенате.
Друг Цицерона и трибуниций (бывший плебейский трибун) Тит Анний Милон, собравший вокруг себя шайки гладиаторов, выступил против Клодия. Когда в 53 году до н. э. Клодий стал домогаться претуры, а Милон — консулата, то противники устраивали на улицах Рима целые баталии, в одной из которых чуть не погиб брат Марка Туллия Цицерона, Квинт; выборы не состоялись, и Рим в начале 52 года до н. э. остался без консулов и преторов.

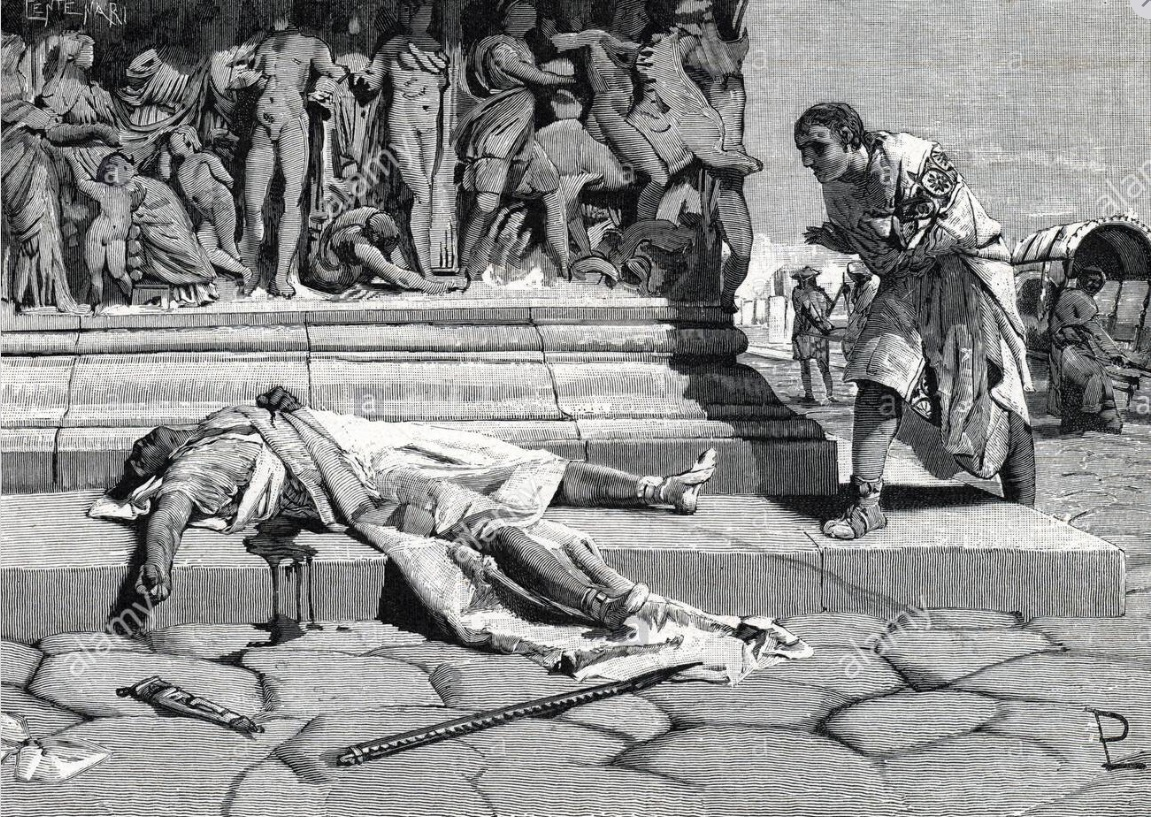
Тело Клодия Пульхра на Виа Аппия

18 января 52 года до н. э. Милон встретил Клодия на Аппиевой дороге, близ Бовилл. Между ними возникла драка, во время которой Клодий был ранен. Советский историк С. Л. Утченко так описывает этот инцидент: «Клодий, возвращавшийся в Рим из Ариция, ехал верхом в сопровождении двух-трёх друзей и примерно тридцати рабов, вооружённых мечами. Милон, наоборот, направлявшийся из Рима, ехал в повозке с женой, причём за ним следовала большая толпа рабов (по некоторым сведениям — до 300 человек!), среди которых находились и гладиаторы. Именно кто-то из них затеял ссору с рабами Клодия, а когда тот подъехал узнать, из-за чего возник шум, ему нанесли удар кинжалом (по другим сведениям, копьём) в спину. Произошла свалка. Раненого Клодия отнесли в придорожную харчевню. Сюда же явился со своими людьми Милон, и они по его приказу добили истекавшего кровью Клодия».